# DSA-610
La DSA-610 es una carretera perteneciente a la Red Primaria de la Diputación Provincial de Salamanca que une las localidades de Cabrerizos y Villares de la Reina.
Además de estas localidades, también pasa por el Polígono Industrial de los Villares.

## Recorrido
La carretera  DSA-610  tiene su origen en Cabrerizos al final de la calle  Camino de Villares  y termina en la glorieta con las Calles Provincias, Entre Eras, y Depósito en Villares de la Reina formando parte de la Red de carreteras de Salamanca.
| Cabrerizos - Villares de la Reina | Cabrerizos - Villares de la Reina | Cabrerizos - Villares de la Reina          | Cabrerizos - Villares de la Reina         | Cabrerizos - Villares de la Reina         | Cabrerizos - Villares de la Reina           | Cabrerizos - Villares de la Reina           | Cabrerizos - Villares de la Reina   | Cabrerizos - Villares de la Reina | Cabrerizos - Villares de la Reina | Cabrerizos - Villares de la Reina |
| Esquema                           | PK                                | Sentido Límite de la C. A. de Extremadura  | Sentido Límite de la C. A. de Extremadura | Sentido Límite de la C. A. de Extremadura | Sentido Límite de la C. A. de Extremadura   | Sentido Miranda del Castañar                | Sentido Miranda del Castañar        | Sentido Miranda del Castañar      | Sentido Miranda del Castañar      | Incidencias                       |
| Esquema                           | PK                                | Velocidad                                  | Elemento                                  | Salida                                    | Salida                                      | Salida                                      | Salida                              | Elemento                          | Velocidad                         | Incidencias                       |
| Esquema                           | PK                                | Velocidad                                  | Elemento                                  | Dir.                                      | Nombre                                      | Nombre                                      | Dir.                                | Elemento                          | Velocidad                         | Incidencias                       |
| --------------------------------- | --------------------------------- | ------------------------------------------ | ----------------------------------------- | ----------------------------------------- | ------------------------------------------- | ------------------------------------------- | ----------------------------------- | --------------------------------- | --------------------------------- | --------------------------------- |
|                                   | 0,0                               |                                            |                                           |                                           | Avenida de las Palmeras Salamanca           | Avenida de las Palmeras Salamanca           |                                     |                                   |                                   |                                   |
|                                   | 0,0                               | Calle de los Labradores                    |                                           |                                           |                                             |                                             |                                     |                                   |                                   |                                   |
|                                   | 0,0                               | Calle Miguel de Cervantes Moriscos         |                                           |                                           |                                             |                                             |                                     |                                   |                                   |                                   |
|                                   | 0,0                               | P. I. de Los Villares Villares de la Reina |                                           |                                           |                                             |                                             |                                     |                                   |                                   |                                   |
|                                   | 0,3                               |                                            |                                           | CABRERIZOS                                | CABRERIZOS                                  | CABRERIZOS                                  | CABRERIZOS                          |                                   |                                   |                                   |
|                                   | 1,1                               |                                            |                                           | FF.CC. Medina del Campo - Salamanca       | FF.CC. Medina del Campo - Salamanca         | FF.CC. Medina del Campo - Salamanca         | FF.CC. Medina del Campo - Salamanca |                                   |                                   |                                   |
|                                   | 2,4                               |                                            |                                           | P. I. de Los Villares                     | P. I. de Los Villares                       | P. I. de Los Villares                       | P. I. de Los Villares               |                                   |                                   |                                   |
|                                   | 2,8                               |                                            |                                           |                                           | Castellanos de Moriscos Valladolid Portugal | Castellanos de Moriscos Valladolid Portugal |                                     |                                   |                                   |                                   |
|                                   | 2,8                               | Villares de la Reina                       |                                           |                                           |                                             |                                             |                                     |                                   |                                   |                                   |
|                                   | 2,8                               | Salamanca                                  |                                           |                                           |                                             |                                             |                                     |                                   |                                   |                                   |
|                                   | 2,8                               | Cabrerizos                                 |                                           |                                           |                                             |                                             |                                     |                                   |                                   |                                   |
|                                   | 3,0                               |                                            |                                           | P. I. de Los Villares                     | P. I. de Los Villares                       | P. I. de Los Villares                       | P. I. de Los Villares               |                                   |                                   |                                   |
|                                   | 3,5                               |                                            |                                           | Autovía de Castilla                       | Autovía de Castilla                         | Autovía de Castilla                         | Autovía de Castilla                 |                                   |                                   |                                   |
|                                   | 3,9                               |                                            |                                           | VILLARES DE LA REINA                      | VILLARES DE LA REINA                        | VILLARES DE LA REINA                        | VILLARES DE LA REINA                |                                   |                                   |                                   |
|                                   | 4,040                             |                                            |                                           |                                           | Calle Ronda Provincias Todas Direcciones    | Calle Ronda Provincias Todas Direcciones    |                                     |                                   |                                   |                                   |
|                                   | 4,040                             | Calle Norte                                |                                           |                                           |                                             |                                             |                                     |                                   |                                   |                                   |
|                                   | 4,040                             | Calle Depósito                             |                                           |                                           |                                             |                                             |                                     |                                   |                                   |                                   |
|                                   | 4,040                             | Cabrerizos                                 |                                           |                                           |                                             |                                             |                                     |                                   |                                   |                                   |